# Vilavur
Vilavur è una suddivisione dell'India, classificata come town panchayat, di 13.373 abitanti, situata nel distretto di Kanyakumari, nello stato federato del Tamil Nadu. In base al numero di abitanti la città rientra nella classe IV (da 10.000 a 19.999 persone).

## Geografia fisica
La città è situata a 08° 17' 10 N e 77° 16' 55 E.

## Società

### Evoluzione demografica
Al censimento del 2001 la popolazione di Vilavur assommava a 13.373 persone, delle quali 6.414 maschi e 6.959 femmine. I bambini di età inferiore o uguale ai sei anni assommavano a 1.441, dei quali 737 maschi e 704 femmine. Infine, coloro che erano in grado di saper almeno leggere e scrivere erano 10.617, dei quali 5.351 maschi e 5.266 femmine.